# Callopistes maculatus
Callopistes maculatus је гмизавац из реда Squamata и фамилије Teiidae.

## Угроженост
Подаци о распрострањености ове врсте су недовољни.

## Распрострањење
Ареал врсте је ограничен на једну државу. 
Чиле је једино познато природно станиште врсте.